# Asa White Kenney Billings
Asa White Kenney Billings (8 de fevereiro de 1876 - 3 de novembro de 1949) foi um engenheiro americano, considerado um dos pioneiros no desenvolvimento dos sistemas de energia elétrica no Brasil, onde ele viveu durante os últimos 27 anos de sua vida. Seu trabalho mais conhecido hoje em dia é a Represa Billings, o maior reservatório de água urbano em São Paulo, para cujo desenvolvimento ele exerceu um papel fundamental.
Filho de Albert Stearns Billings e Abbie Althea Billings (sobrenome de solteira Park) em Omaha, Asa Billings completou seu estudo médio na Omaha High School. Com 14 anos de idade, começou a trabalhar por meio período na usina elétrica local. Completou sua educação superior na universidade de Harvard, recebendo o título de Bacharel em 1895 e o título de Mestre em 1896, juntamente com um prêmio (Bowdoin prize) e $100 pela sua tese.  Ele também obteve o título honorário de engenheiro eletricista da Universidade Tufts em 1929.
Billings casou com Edna Peabody em Nova Iorque em 17 de dezembro de 1900, e seu filho Asa White Kenney Billings, Jr. nasceu em 20 de setembro de 1902. Anos depois, casou-se novamente com Josephine J. Billings, e teve mais dois filhos, Mary Warner e John J.
Após sua formatura em 1896, Billings trabalhou em projetos elétricos em diversos locais do mundo, incluindo Pittsburgh e Cuba, e trabalhou para Frederick Stark Pearson em projetos no Texas e na Espanha.  Quando os Estados Unidos decidiram participar da Primeira Guerra Mundial, ele juntou-se ao grupo de engenheiros civis da marinha norteamericana, e pelos seu serviços recebeu uma Navy Cross e o ranque de cavaleiro da Légion d'honneur.
Em fevereiro de 1922, mudou-se para o Brasil, onde viveu praticamente até o fim de sua vida. Foi contratado pela Light S.A. (Brazilian Traction, Light and Power Company, que depois tornou-se a Brookfield Asset Management ou Brascan), a qual operava a São Paulo Tramway, Light & Power Company, Ltd. e a Rio de Janeiro Tramway, Light & Power Company, Ltd. Assim, Billings começou a criar projetos de usinas hidroelétricas para beneficiar os estados de São Paulo e Rio de Janeiro. Após alguns projetos iniciais, a partir de 1927 passou a supervisionar a construção de uma barragem no Rio Grande (hoje conhecido como Rio Pinheiros em São Paulo. Quando completa, entre 1935 e 1937, passou a integrar o reservatório de 127 km² que hoje leva seu nome (Represa Billings). Ele continuou a trabalhar nas fases seguintes deste e de outros projetos hidrelétricos similares, expandindo a capacidade de gerar energia em São Paulo e no Rio de Janeiro. Em 1944, Billings assumiu a presidência da Light S.A., e aposentou-se em 1946. Nesse mesmo ano, recebeu a condecoração de comendador da Ordem Nacional do Cruzeiro do Sul, o maior prêmio civil oferecido pelo Brasil a cidadãos estrangeiros.
Uma das palestras de Billings para a Institution of Civil Engineers em Londres sobre a potência hidrelétrica do Brasil ainda é referenciada para fins educacionais.
Em 12 de maio de 1949, durante a cerimônia em que ele estava presente, a Represa Rio Grande foi renomeada Represa Billings em sua honra. Pouco tempo depois, ele retornou aos Estados Unidos, onde morreu em novembro de 1949 em La Jolla, California.
A Avenida Engenheiro Billings no centro de São Paulo também possui esse nome em sua homenagem.